# 帕斯夸莱·格拉维纳
帕斯夸莱·格拉维纳（義大利語：Pasquale Gravina，1970年5月1日—），意大利前男子排球运动员。他曾代表意大利国家队参加1996年和2000年夏季奥林匹克运动会排球比赛，共收获一枚银牌和一枚铜牌。